# Benito Ballent
Benito Ballent Rodrigo (Valtierra, Navarra, 9 de marzo de 1963), conocido deportivamente como Benito, es un exfutbolista español. Jugó en la posición de delantero, desarrollando prácticamente toda su carrera en el Club Atlético Osasuna y el Racing de Santander.

## Trayectoria como futbolista
Como futbolista debutó en el equipo juvenil del At. Valtierrano de su localidad natal. El At. Osasuna le fichó para jugar en el equipo juvenil primero, y después en el filial de los rojillos, el Osasuna Promesas de Segunda B. Desde el filial dio el salto al primer equipo la temporada 1984-85 en Primera División. La temporada 1985-86 disputó con los navarros la Copa de la UEFA, eliminando al Glasgow Rangers y cayendo frente al Waregem. En 1987 fichó por el Racing de Santander, recién descendido a Segunda División. Después de tres temporadas en Segunda el Racing descendió a Segunda B, para regresar a Segunda al acabar la temporada 1990-91. Al finalizar la temporada 1992-93, con el ascenso del Racing a Primera, Benito se retira como consecuencia de una lesión. El navarro, cuya garra, pundonor y coraje fueron reconocidos con la entrega del Trofeo Chisco de RNE en Cantabria,  se convirtió en uno de los jugadores más queridos en el club cántabro, hasta el punto de ser propuesto su nombre en 2010 para una de las puertas de acceso a los Campos de Sport.

## Clubs
- At. Valtierrano (juvenil): una temporada, en 1978-1979.
- At. Osasuna (juvenil): dos temporadas, entre 1979 y 1981.
- Osasuna Promesas: tres temporadas, entre 1981 y 1984.
- Club Atlético Osasuna: tres temporadas, entre 1984 y 1987.
- Racing de Santander: seis temporadas, entre 1987 y 1993.